# Diachasmimorpha sublaevis
Diachasmimorpha sublaevis är en stekelart som först beskrevs av Robert A.Wharton 1978.  Diachasmimorpha sublaevis ingår i släktet Diachasmimorpha och familjen bracksteklar. Inga underarter finns listade i Catalogue of Life.